# 71 Большой Медведицы
71 Большой Медведицы (лат. 71 Ursae Majoris) HD 108135 — одиночная звезда в созвездии Большой Медведицы на расстоянии приблизительно 859 световых лет (около 263 парсеков) от Солнца. Видимая звёздная величина звезды — от +5,87m до +5,81m.

## Характеристики
71 Большой Медведицы — красный гигант, предположительно переменная звезда спектрального класса M3IIIb или Ma. Радиус — около 55,97 солнечных. Эффективная температура — около 3728 К.